# Земцова, Марина Андреевна
Марина Андреевна Земцова (род. 8 июля 1993) — российская биатлонистка, чемпионка России. Мастер спорта России (2013).

## Биография
Выпускница Маслянинской спортивной школы. Представляла Новосибирскую область. Тренеры — Виктор Васильевич Соколов, С. Н. Басов.
На юниорском уровне была победительницей чемпионата Сибирского федерального округа (2014).
На взрослом уровне в 2016 году завоевала золотую медаль чемпионата России в гонке патрулей в составе сборной Новосибирской области. В 2015 году стала двукратной чемпионкой Сибирского ФО в спринте и суперспринте.
По окончании сезона 2015/16 прекратила профессиональные выступления.